# آرامگاه آتشگاه کل کنگ
مقبره آتشگاه کل کنگ سیستان مربوط به سده‌های متاخر دوران‌های تاریخی پس از اسلام است و در سیستان در شهرستان زهک، بخش جزینک، دهستان جزینک، ۱ کیلومتری جنوب شرق روستای کل کنگ واقع شده و این اثر در تاریخ ۲۷ اسفند ۱۳۸۷ با شمارهٔ ثبت ۲۶۵۰۲ به‌عنوان یکی از آثار ملی ایران به ثبت رسیده است.